# Леваневский (тип речных судов)
«Леваневский» — тип речных пассажирских теплоходов, созданный специально для использования на Канале им. Москвы и прилегающих водных путях. Другими типами судов, созданных для этой цели, были крупные теплоходы типа «Иосиф Сталин», предназначавшиеся для рейсов между Москвой и волжскими городами и малые теплоходы (речные трамваи) типа «Громов» для городских и пригородных рейсов. Суда типа «Леваневский» занимали промежуточную позицию.
Суда этого типа получали названия в честь первых Героев Советского Союза, но впоследствии многие из них были переименованы.
Всего было построено шесть судов этого типа: «Леваневский», «Ляпидевский» (позднее переименован в «Химки»), «Доронин» (позднее переименован в «Кашира»), «Каманин» (позднее переименован в «Комсомолец»), «Молоков» (позднее переименован в «Октябрёнок») и «Слепнев» (позднее переименован в «Голубь»).

## История создания
Во время строительства Канала им. Москвы Народным комиссариатом водного транспорта были определены типы и пассажировместимость судов, которые должны были использоваться впоследствии на этом канале и прилегающих водных путях.
Проектирование пассажирского теплохода для перевозки трёхсот человек велось Центральным конструкторским бюро «Речсудпроект» в Ленинграде. Первоначально разрабатывалось два варианта архитектурного решения теплохода — «закрытый» (с надстройкой, закрытой в носовой части) и «открытый» (с открытой надстройкой). «Закрытый» вариант был разработан самим конструкторским бюро, автором «открытого» варианта был художник Зозуля, который был победителем проводимого Наркомводом конкурса на лучший внешний дизайн будущего теплохода. В разработке внешнего и внутреннего облика теплохода участвовали специалисты из архитектурной мастерской профессора Л. Руднева.
Руководителями разработки нового теплохода были начальник корпусного отдела Ю. Бенуа и начальник проектного сектора (главный конструктор проектов) Н. Лошинский.
Чертежи корпуса и надстройки разработал корпусный отдел Ленречсудопроекта. Руководитель Ленречсудпроекта И. Гирс организовал продувку моделей обоих вариантов теплохода в аэродинамической трубе Ленинградского университета.
Разработка обоих вариантов судна завершилась в 1935 году. После рассмотрения этих проектов в Наркомводе было принято решение строить «открытый» вариант.
Строительство судов типа «Леваневский» велось на заводе «Красное Сормово» в Горьком. Специально для изготовления полированной мебели и деревянных панелей для интерьеров теплохода в цехах были созданы новые участки, а гнутые окна для рубки и лобовой части надстройки своими силами сормовчанам изготовить не удалось, пришлось просить помощи у московских заводов. Доставляли трудности и многие современные системы, которыми был оборудован теплоход.
Два первых теплохода типа «Леваневский» начали совершать рейсы по Каналу им Москвы 2 мая 1937 года, ещё до его официального открытия. А к открытию канала 15 июля были готовы уже все шесть судов этого типа.

## Эксплуатация
Суда типа «Леваневский» использовались на Канале им Москвы и прилегающих водных путях в течение нескольких десятков лет начиная с 1937 года.

## Условия размещения пассажиров
Теплоходы отличались высоким уровнем комфорта. Пассажиры сидели на мягких диванах. На судах имелись курительный салон, салон-читальня, ресторан. Для удобства пассажиров теплоходы были оборудованы отоплением, вентиляцией, радиотрансляционной сетью, рассеянным (то есть не напрягавшим глаза) освещением.

## Технические особенности
У судна был цельносварной стальной корпус. Надстройка изготавливалась из дюралюминия. Теплоход был оборудован дистанционным управлением двигателем и электрифицированной системой якорно-швартовых механизмов и рулевого устройства.
Во избежание загрязнения вод канала, суда типа «Леваневский» оборудовались цистернами фекальных и подсланевых вод.

## Технические характеристики
На примере головного судна серии — теплохода «Леваневский».
- Длина — 41,8 м
- Ширина — 6,0 м
- Высота борта — 2,3 м
- Осадка — 1,3 м
- Водоизмещение — 173 тонны
- Мощность двигателей — 280 л.с.
- Скорость — 19 км/ч
- Пассажировместимость — 300 человек